# Asilus gracilipes
Asilus gracilipes är en tvåvingeart som beskrevs av Johann Wilhelm Meigen 1820. Asilus gracilipes ingår i släktet Asilus och familjen rovflugor.
Artens utbredningsområde är Österrike. Inga underarter finns listade i Catalogue of Life.